# سرمایه پایدار
سرمایه پایدار (انگلیسی: Constant capital) در اقتصاد سیاسی، به سرمایه‌ای اطلاق می‌شود، که در زمینه تولید، سرمایه‌گذاری شده باشد. سرمایه پایدار نقطه مقابل سرمایه متغیر است و تمایز بین آنها به جنبه‌ای از نقش اقتصادی عوامل تولید در ایجاد ارزش افزوده جدید بازمی‌گردد. مفهوم سرمایه پایدار نخستین بار توسط کارل مارکس مطرح شد و اغلب در مکتب اقتصاد سیاسی مارکس مورد استفاده قرار می‌گیرد.